# Iglesia de San Ginés de Arlés (Cerrazo)
La iglesia de San Ginés de Arlés es un templo religioso bajo la advocación de San Ginés de Arlés y sede de la parroquia de Cerrazo, localidad del municipio de Reocín, en la comunidad autónoma de Cantabria (España).

## Historia
Aunque sabemos de su existencia al menos desde 1118, la actual construcción data de finales del siglo XVII. 
En 1695 fallece en México Tomás Sánchez de Viescas, dejando en su testamento 500 pesos para la hechura y ensanche de dicha iglesia, y es así como en 1698 se encargó a Toribio Sánchez de Lamadrid (que estaba construyendo la iglesia parroquial de Comillas) la ampliación de la iglesia hasta la espadaña y en 1701 completar la nave.

## Descripción

### Exterior
En la fachada oeste se encontraba una puerta de tipo renacentista, con arco carpanel de tres piezas, que era rasa, de modo que en 1754 se le encarga al vecino Ángel de Molleda la construcción de un volumen de piedra de 1,5 metros de espesor que protegiera esa puerta de acceso con un arco de medio punto. Este añadido es asimétrico, porque por la esquina del lado meridional el Camino Real pasaba de modo tangencial muy pegado al templo.
La espadaña se corona en cuatro puntos con pequeños pináculos de tradición tardogótica (a modo de remates herrerianos). Contiene dos troneras de medio punto para sendas campanas; éstas fueron destruidas durante la Guerra Civil por lo que se colocaron dos nuevas al finalizar la contienda, una de las cuales hubo de ser refundida en los años 1990. En la misma espadaña, con una fábrica en que se combina la sillería con el mampuesto, destacan dos piezas que bien podrían haber pertenecido al templo originario, ya que se trata de dos dinteles en forma de arco que recuerdan al arte prerrománico.
A principios del siglo XX existió un proyecto para construir en el lugar de la espadaña un campanario de planta cuadrada a cuyos pies se habilitaría un pórtico de tres arcos. 
En la esquina sudeste se encuentran dos piedras grabadas con sendos relojes de sol, ninguno de los cuales conserva su gnomon.

### Interior
Está compuesta por una sola nave con tres cuerpos. El cuerpo oriental es más estrecho, y su mitad más oriental la ocupa el presbiterio de cabecera plana y sobreelevado. Tiene bóvedas de terceletes y cubierta a dos aguas.
En virtud del mismo proyecto de principios del siglo XX, en el interior se rebajó todo el suelo del templo, eliminando la estructura cuadriculada de sepulturas cubierta con planchas de roble, sustituyéndolo por el actual amachambrado de pino. A estas reformas debe corresponder el grafito que se encuentra en la ripia y que dice: Retejaron Baldomero Ceballos y Ricardo Pérez. 1905.
En su interior existe un conjunto apreciable de retablos que datan de la época de reparación del templo (entre 1690 y 1710). Antiguamente la distribución era: un conjunto de tres retablos en la cabecera del presbiterio y otros dos en las esquinas de la nave intermedia (más ancha que la nave de la cabecera). 
Los tres retablos de la cabecera son los más modernos (primera decena del siglo XVIII), y se distribuían de este modo:
- Retablo central: arco de la predela para contener el sagrario, en el primer piso, hornacina central con talla de San Ginés de Arlés, y repisas laterales con tallas menores (una de ellas de San José); su ático lo compone un altorrelieve ricamente policromado representando la Santísima Trinidad rodeada de estrellas y cabezas de ángeles, y es coronado por un cartel con la leyenda AMAZ A DIOS [sic] rodeada de destellos berninescos.
- Retablo de la izquierda (que hoy se encuentra en la esquina trasera derecha con la imagen de Nuestra Señora del Carmen): contenía originariamente el altar de San Pantaleón (talla hoy desaparecida), pero a principios del siglo XX se sustituyó por una imagen de escayola del Sagrado Corazón en la hornacina central y un Niño Jesús con la bola del mundo en la hornacina pequeña del ático;
- Retablo de la derecha, de tipología crucífera (hoy desaparecido), contenía originariamente la imagen del Cristo de la Buena Muerte, que hoy se halla en el muro norte (izquierdo) del templo. A principios del siglo XX fue sustituida por una imagen de escayola de Nuestra Señora del Rosario;
- Retablo trasero de la izquierda: se encuentra en el mismo espacio que en su origen, y contenía el altar de Nuestra Señora del Carmen, mientras que hoy contiene la imagen de escayola del Sagrado Corazón de Jesús. Estos retablos traseros son anteriores a los otros tres y se caracterizan por las columnas salomónicas y en éste en particular destaca la pintura original del fondo de la hornacina con motivos vegetales que sostienen una corona de tipología imperial;
- Retablo trasero derecho: hoy desaparecido, en su lugar se ha colocado el que estaba en la cabecera a la izquierda. Contenía el altar de Nuestra Señora de los Dolores, mientras que en la actualidad contiene la imagen de vestir de Nuestra Señora del Carmen. Se sabe que el antiguo retablo contenía en su lateral visible una inscripción que incluía alguna fecha, pero se desconoce su contenido.

Con el Concilio Vaticano II y a causa de la mala conservación de alguno de los retablos, se decidió dejar sólo el central de la cabecera. Y, en un alarde de cristocentrismo, se sustituyó de la hornacina principal la talla del patrono (San Ginés de Arlés) por la del Cristo de la Buena Muerte, pasando la talla del titular a una hornacina practicada en el muro norte del templo que se hallaba frente a la puerta de la sacristía y que había venido conteniendo una antigua imagen de vestir de Nuestra Señora que suponemos del Rosario (desaparecida).

### Imaginería
- Tallas de madera policromadas: destacan las de San Ginés y el Cristo de la Buena Muerte (originales del propio templo), así como las de San José (procedente de la capilla de San José del Monte) y la de Nuestra Señora de los Remedios (de la capilla del mismo nombre en San Esteban, patrimonial de la familia Pérez de Huerta y que contaba con un privilegio Papal otorgado por el Papa Pío IX instituyendo un Altar Privilegiado con la gracia de sacar un alma del purgatorio por cada misa de intención que se celebrase en él) y otras cuyo origen no es del todo claro: un San Pablo con rica policromía que podría proceder de la capilla de San José, un San Roque de menor calidad y del que desconocemos asimismo su origen y un San Bernardino de Siena, restaurado hacia el año 2000 en el taller diocesano de Santillana. Debemos destacar la desaparición de las tallas de San Pantaleón, San Sebastián, San Antonio Abad y la también bellamente policromada de San Antonio de Padua que, procedente de este templo, se encuentra hoy en la iglesia conventual de las Hermanas Clarisas del convento de Regina Coeli de Santillana del Mar.
- Imágenes de madera de vestir: Nuestra Señora del Carmen, Nuestra Señora Dolorosa (que debería ser denominada más propiamente de la Soledad) y la desaparecida de Nuestra Señora del Rosario. Para estas tres imágenes existía la devoción popular de confeccionarles sus vestiduras con trajes de novia o ricas telas ofrecidas por las familias de Cerrazo.
- Imágenes de escayola: Sagrado Corazón de Jesús (donada por Juliana González de Peredo y González del Piélago), Nuestra Señora del Rosario (adquirida por la Cofradía del Rosario hacia 1920 a instancias de María Luisa González del Piélago y González de Peredo), Inmaculada Concepción, Nuestra Señora de la Piedad (donada por la familia Pérez Rivero), San Antonio de Padua y San José (donadas por Otilia González de Peredo y González del Piélago en honor de su marido -José González del Piélago y González del Tánago- y de su hijo -José Antonio González del Piélago y González de Peredo-, la de San José se halla en la actualidad en la capilla de San José de la Casa del Monte).
- El Vía Crucis fue también donado por la señora Otilia González de Peredo y González del Piélago.

## Sacerdotes
- Pedro González de la Sierra (al menos 1615-1620).
- Felipe de Arce (al menos en 1639).
- Pedro de Huerta (al menos en 1646).
- Antonio Ruiz Tagle (al menos 1660-1661).
- Juan Sánchez de Tagle (al menos en 1669).
- Juan Fernández de Huerta (al menos en 1692).
- Pedro de Bustamante Tagle (al menos 1694-1695).
- Juan Gutiérrez de Quijano (ya había fallecido en 1707): natural de Ruiloba.
- Juan Pérez del Rivero ("clérigo de órdenes menores" en 1698 y cura al menos 1716-1718): natural de San Esteban de Cerrazo.
- Francisco Manuel  Velarde (1732 a 1736).
- Juan de Estrada (1736 a 1737).
- Santiago Gutiérrez Jareda (al menos 1738-1750).
- José Pérez de la Sierra (1751 a 1765), natural de Villapresente.
- Francisco González de la Sierra (1766 a 1768), natural de San Esteban de Cerrazo.
- Julián de Barreda Bracho (1768 a 1789).
- Juan Francisco Pérez de Huerta (1790 a 1832): natural de San Esteban de Cerrazo.
- Antonio de Hano (1833-1834).
- Venancio Ceballos (1835 a 1841).
- Pablo Sánchez-Sierra (1841 a 1861), natural de Villapresente y a la vez capellán de Nuestra Señora de la Guarda y del Rosario en ese pueblo.
- Venancio Ceballos Alonso (1861-1884).
- Francisco García González (1884-1911).
- Jesús del Corro Rodríguez (1911-1920).
- Fabián Mazorra Diego (1920), natural de Selaya, fue también párroco de San Francisco en Santander y publicó algunas colaboraciones en prensa después de la Guerra Civil y trabajos de investigación y recopilación, por ejemplo sobre relatos tradicionales pasiegos.
- Dionisio Tarrero y Marcos (1920-1922), había sido párroco de Guarnizo (firmó el acta de inauguración de la nueva parroquia de El Astillero en 1905).
- Gerardo González Martínez-Laso (1922), moriría fusilado el 2 de septiembre de 1936 en el Alto de Jesús del Monte (Hazas de Cesto).
- Emilio Fernández Gandarillas (1922-1931), moriría fusilado el 16 de octubre de 1936 en Santander, siendo párroco del lugar de Monte.
- Arsenio García Lavid (1931-1937): fusilado en Cabañas de Virtus el 20 de agosto de 1937, siendo párroco de Cerrazo.
- Miguel Lavandero (1937-1952): natural de Casar de Periedo, vivió con sus hermanas (Petra y María) y un sobrino, Julio Lavandero Pérez, que profesó fraile capuchino, cantó su segunda misa en esta parroquia.
- Luis Garrido Garrido (1952-1959), falleció el 4 de junio de 1995.
- Carlos Revilla Caridad (1959-1961), falleció el 13 de abril de 2004.
- José Antonio Cavada de la Riva (1961-1965), nacido en 1931, fue canónigo del Cabildo Catedralicio santanderino; participó en los años 70 en la revisión del "Caeremoniale Episcoporum" tras el Concilio Vaticano II. Falleció el 22 de septiembre de 2022.
- José Gabriel Peña (1965-1970).
- Félix Larrea López (1971-1974).
- José María Noriega Sánchez (1974-1977).
- Jesús Garmilla Zapatero (1977).
- Juan Cuevas Gutiérrez (1977-1994).
- Víctor Manuel Ruiz Recio (1994 al 8 de julio de 2018).
- José María González de las Herranes Weh (8 de julio a 8 de septiembre de 2018).
- Daniel Gutiérrez Jordán (desde el 8 de septiembre de 2018).
- Antonio José Rodríguez Arana (vicario en 2019, párroco desde el 26 de julio de 2024).

- Datos: Q5910256